# 见血封喉树
見血封喉树（學名：Antiaris toxicaria），又稱箭毒木或毒箭木，為木本植物桑科見血封喉屬植物，是世界上最毒的植物之一。
箭毒木是見血封喉屬下唯一種，但有不同亞種，生長在亞洲和非洲的熱帶地區，都含有劇毒的乳汁。中國只有見血封喉一種，見於雲南的西雙版納、廣西南部、廣東西部和海南省等地，現已列為二級珍貴保護植物。

## 外型

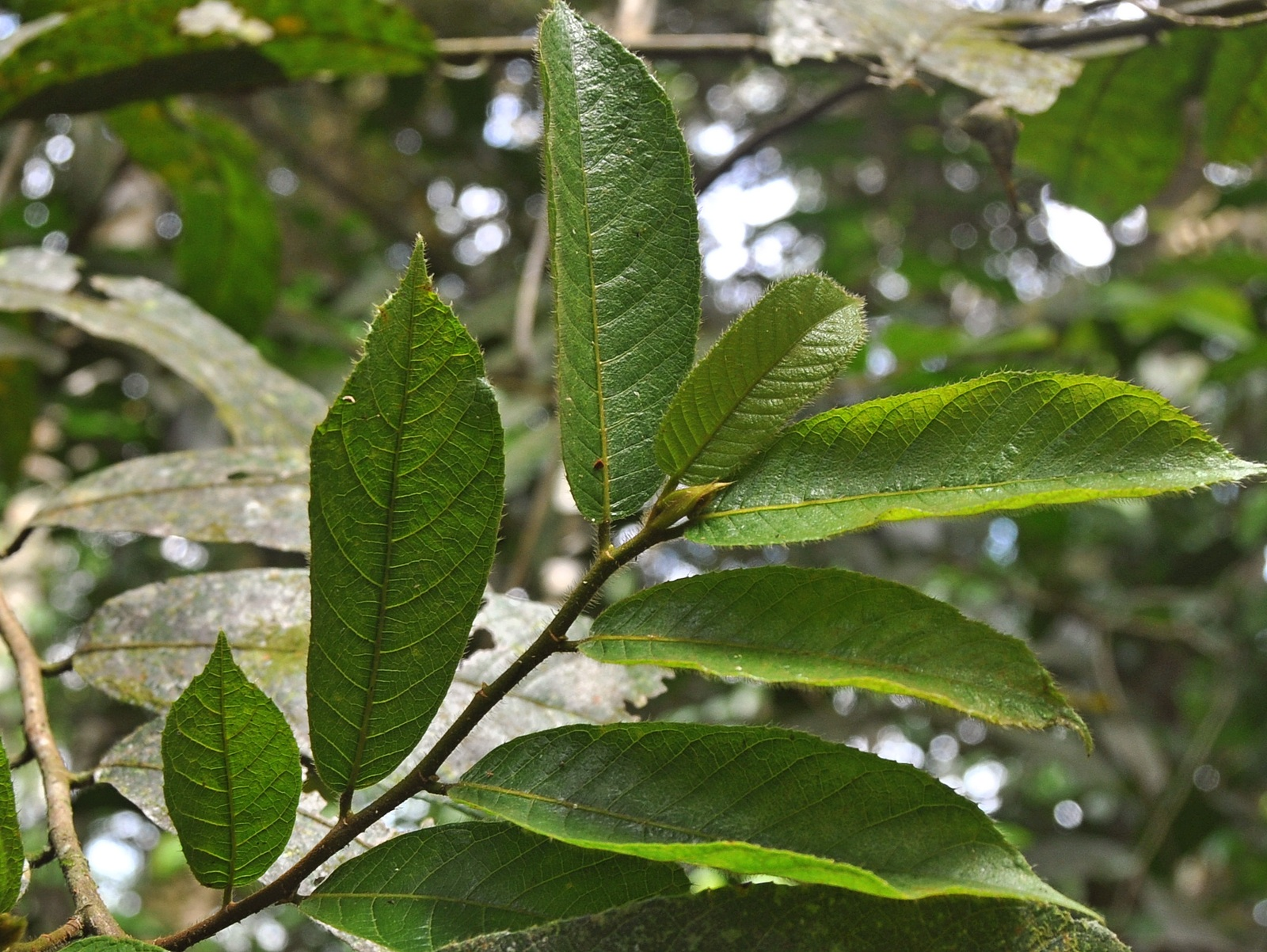
枝葉

中間分杈然後長出兩個樹冠，樹幹呈灰色，有泡沫狀疙瘩，樹葉細而密集。最出奇的是其板狀的根部，如火箭尾部的翼片般支撐著碩大的樹幹。葉脈明顯，葉面較為粗糙，葉柄還帶有細細的絨毛。

## 毒性
箭毒木的乳汁含有弩箭子苷、見血封喉苷、鈴蘭毒苷、鈴蘭毒醇苷、伊夫草苷、馬來歐苷等多種有毒物質，當這些毒汁由傷口進入人體時，就會引起肌肉鬆弛、血液凝固、心臟跳動減緩，最後導致心跳停止而死亡。
人們如果不小心吃了，心臟也會麻痺，以致停止跳動。如果乳汁濺至眼，眼睛馬上也會失明。人和動物若被塗有毒汁的利器刺傷即死。
現時除了一種透過羊隻的免疫球蛋白獲得、名為“毛地黃解毒劑”之外，本毒並沒有其他解毒劑。

## 醫療用途
箭毒木雖然毒，但也有有益的一面，可剝樹皮取出纖維，用來紡織婦女的統裙，樹皮對治療中暑、腹痛很有效。近年來，醫藥專家研究把其汁液去毒，提取其有效成份治療高血壓，效果甚佳。

## 傳說
凡被塗上箭毒木汁液的箭射中的野獸，上坡的跑七步，下坡的跑八步，平路的跑九步的就必死無疑，當地人稱為「七上八下九不活」。

## 擁有地區
中国廣西北海市一棵有162年樹齡的「見血封喉」。2012年8月被颱風吹倒，砸毀兩戶民宅，但居民卻懼其毒性，不敢移除。同時，在中国的西双版纳亦有該樹生長。